# Schloss Mühlhausen an der Enz
Schloss Mühlhausen an der Enz ist ein Schloss in Mühlacker im Enzkreis.

## Geschichte
1508 erhielt Erbmarschall Konrad Thumb von Neuburg von Kaiser Maximilian das Dorf Mülhausen als Lehen. 1566 wurde das Schloss Mühlhausen erbaut, das bis 1658 im Besitz der Familie Thumb von Neuburg war. Dann wurde es an Johann von Hohenfeld verkauft. 1689 und 1693 wurde Mühlhausen durch die Franzoseneinfälle gebranntschatzt. Das Schloss wechselte nun mehrmals den Besitzer: 1785 erwarb Herzog Carl Eugen von Württemberg Mühlhausen, 1835 Baron von Redwitz, 1844 wurde Albert Grab Herr auf Schloss Mühlhausen, 1873 kam es durch Erbschaft an Adelheid von Neubronn, geb. Grab und zwei Jahre später erbte Major Franz Bopp das Schloss von seiner Frau Marie Kroll.
1961 erwarb das Christliche Jugenddorfwerk Deutschlands das Schloss und verkaufte es 1996 wieder in Privatbesitz. Bei der durchgeführten Renovierung durch den neuen Besitzer Roland Rauschmayer im Jahr 2008 fand man unter dem Putz mehrere mindestens 440 Jahre alte Renaissance-Malereien. Das Schloss  beherbergt ein Weingut und wird als Ort für Veranstaltungen genutzt. Das Ensemble steht unter Denkmalschutz.